# Corod (okręg Satu Mare)
Corod (węg. Szamoskóród) – wieś w Rumunii, w okręgu Satu Mare, w gminie Culciu. W 2011 roku liczyła 484 mieszkańców. 